# Munizipalität Satschchere
Die Munizipalität Satschchere (georgisch საჩხერის მუნიციპალიტეტი, Satschcheris munizipaliteti)  ist eine Verwaltungseinheit (etwa entsprechend einem Landkreis) im Osten der Region Imeretien im zentralen Teil Georgiens.

## Geographie
Verwaltungszentrum der Munizipalität Satschchere ist die namensgebende Kleinstadt Satschchere. Die 973 km² große, im Nordosten Imeretiens gelegene Munizipalität wird im Südwesten von der Munizipalität Charagauli und im Westen von der Munizipalität Tschiatura begrenzt, beide ebenfalls in Imeretien; im Nordwesten grenzt sie an die Munizipalität Ambrolauri und im Norden an die Munizipalität Oni der Region Ratscha-Letschchumi und Niederswanetien, im Südosten an die Munizipalität Chaschuri der Region Innerkartlien.
Im Osten bis Nordosten grenzt die Munizipalität de jure an die ebenfalls zu Innerkartlien gehörenden Munizipalitäten Kareli und Dschawa, de facto jedoch an die nicht unter georgischer Kontrolle stehende, international nur von wenigen Staaten anerkannte Republik Südossetien, die sich dort in die Rajons Snaur (Nordteil der Munizipalität Kareli) und Dsau gliedert. Unter südossetischer Kontrolle steht seit dem Kaukasuskrieg 2008 auch der äußerste Nordosten der Munizipalität Satschchere um das Dorf Sinaguri, der nun deren Rajon Dsau zugeordnet ist. 2002 lebten in diesem Gebiet 256 Menschen, überwiegend Osseten.
Die Munizipalität nimmt die Täler der Oberläufe der Qwirila und ihres linken Nebenflusses Dsirula sowie ihrer Zuflüsse ein. Im Norden wird das Gebiet von der historischen Region Ratscha, den heutigen Munizipalitäten Ambrolauri und Oni, durch das Ratscha-Gebirge getrennt. Dessen mit 2862 m höchster Gipfel Lebeurismta liegt auf dem von Südossetien kontrollierten Gebiet. Der höchste Gipfel im äußersten Nordosten des von Georgien kontrollierten Teils der Munizipalität ist der Kudewi (2294 m), weiter westlich verläuft die Grenze südlich des Kammes, sodass die dort über 2000 m hohen Gipfel bereits in der Munizipalität Oni liegen. Die Abgrenzung zu Innerkartlien im Osten bildet das Lichi-Gebirge mit dem 1926 m hohen Lochoni. Die Mittelgebirgslandschaft zwischen Qwirila und Dsirula erreicht im Nordwesten Höhen von etwa 1500 m, im Südwesten noch 800 bis 1000 m.

## Bevölkerung und Verwaltungsgliederung
Die Einwohnerzahl beträgt 34.800 (Stand: 2021). Bis 2014 war die Einwohnerzahl mit 37.775 gegenüber der vorangegangenen Volkszählung (46.590 Einwohner 2002) um fast ein Fünftel gesunken, knapp über dem Landesdurchschnitt. Zuvor war die Einwohnerzahl seit den 1970er-Jahren relativ stabil.
Bevölkerungsentwicklung
Anmerkung: Volkszählungsdaten

Die Bevölkerung ist fast monoethnisch georgisch (etwa 99,8 %); daneben gibt es eine kleine Zahl von Osseten und Russen (Stand 2014).
Die größten Ortschaften neben der Stadt Satschchere (6140 Einwohner) sind mit jeweils über 1500 Einwohnern die Dörfer Korbouli, Sairche (Sairkhe), Sawane und Tschicha (2014).
Die Munizipalität gliedert sich in den eigenständigen Hauptort Satschchere sowie 12 Gemeinden (georgisch temi, თემი beziehungsweise bei nur einer Ortschaft einfach „Dorf“, georgisch sopeli, სოფელი) mit insgesamt 45 Ortschaften:
| Gemeinde    | Anzahl Ortschaften | Einwohner (2014) |
| ----------- | ------------------ | ---------------- |
| Argweti     | 8                  | 5098             |
| Dschalaurta | 2                  | 1882             |
| Gorissa     | 2                  | 1718             |
| Korbouli    | 3                  | 4627             |
| Koreti      | 1                  | 1348             |
| Merdschewi  | 2                  | 2072             |
| Sairche     | 3                  | 3798             |
| Sareki      | 3                  | 2066             |
| Tschala     | 9                  | 3453             |
| Tschalowani | 5                  | 1091             |
| Tschiche    | 5                  | 4085             |
| Zchomareti  | 2                  | 397              |

## Geschichte
Das Gebiet gehörte seit dem Zerfall des Königreiches Georgien im 15. Jahrhundert bis in das 19. Jahrhundert faktisch durchgehend zum Königreich Imeretien, wurde aber faktisch von einigen relativ autarken Feudalfamilien beherrscht. Während der Zugehörigkeit Georgiens zum Russischen Reich war es Teil des Ujesds Schorapani des Gouvernements Kutais. In den Anfangsjahren der Sowjetunion gehörte es zum Okrug Kutaissi, ab 1930 zum neu gebildeten Rajon Tschiatura. 1939 wurde der eigenständige Rajon Satschchere ausgegliedert. Nach der Unabhängigkeit Georgiens wurde der Rajon 1995 der neu gebildeten Region Imeretien zugeordnet und 2006 in eine Munizipalität umgebildet.

## Verkehr
Durch die Munizipalität verläuft die Nationalstraße Sch22 (შ22), die in der südöstlich benachbarten Munizipalität Chaschuri von der internationalen Fernstraße S1 (ს1) von Tiflis zur russischen beziehungsweise abchasischen Grenze (auf diesem Abschnitt zugleich Europastraße 60) abzweigt, über den etwa 950 m hohen Dschwari-Pass das Lichi-Gebirge überwindet, das Dsirula-Tal kreuzt und in das Qwirila-Tal mit der Stadt Satschchere führt; von dort setzt sie sich die Qwirila abwärts in Richtung Tschiatura–Sestaponi fort, wo wiederum die S1 erreicht wird. Von Korbouli an der Sch22 zwischen Dsirula und Satschchere zweigt die Sch115 (შ115) als kürzere Direktverbindung von Osten nach Tschiatura ab.
Satschchere ist Endpunkt der Bahnstrecke Sestaponi–Satschchere, die bis dort 1904 als Schmalspurbahn eröffnet und in den 1950er-Jahren auf Breitspur umgebaut und elektrifiziert wurde.